# Philip Samartzis
Philip Samartzis est un artiste sonore australien né à Melbourne. 
Il est actuellement[Quand ?] directeur artistique du Centre Bogong de culture sonore et professeur associé du Bachelor en art de l'Institut royal de technologie de Melbourne (RMIT) (en anglais Royal Melbourne Institute of Technology).

## Œuvre
Son travail a été exposé à la Fondation Cartier pour l'art contemporain à Paris (2001), au musée Andy-Warhol de Pittsburgh (2002), au musée d'art moderne de San Francisco (2002), au musée national d'Australie-Méridionale (2012), à la fondation Merz de Turin (2016). Il a travaillé au sein de deux compagnies d'artistes australiens en Antarctique (en 2009 et 2015), il s'est attaché à étudier les effets du climat extrême et des événements climatiques en Antarctique oriental, et sur l'île Macquarie. 
En 2017, France Culture, en association avec l'INA-GRM et ABC Radio National, lui a commandé une composition musicale d'une durée d'une heure intitulée Antarctique, une présence absente. Plus récemment[Quand ?] France Culture en collaboration avec la Deutschlandradio lui a commandé un nouveau travail intitulé Éloge du vent en 9 mouvements, se concentrant sur le vent comme témoignage sonore des changements climatiques.